# Fonteu Magne
Fonteu Magne (en llatí Fonteius Magnus) va ser un advocat romà del segle i, probablement nadiu de Bitínia.
Va ser un dels acusadors de Ruf Varè (Rufus Varenus) per extorsió mentre havia estat procurador de Bitínia. Varè va ser defensat per Plini el jove i Fonteu li va respondre.